# Estádio Miguel Grau (Callao)
O Estádio Miguel Grau é um estádio multiuso localizado na cidade de Callao, no Peru.
É utilizado atualmente pelo time de futebol Sport Boys e suporta 17.000 pessoas, tendo sido construído em 1996.